# Императорский Харьковский университет
Императорский Харьковский университет (1805—1917) — один из двенадцати Императорских университетов Российской империи, ныне Харьковский национальный университет имени В. Н. Каразина на Украине.

## История университета
Харьковский университет принадлежал к числу тех немногих в России высших учебных заведений, которые создала инициатива местного общества. 
Мысль об учреждении университета возникла у Василия Назаровича Каразина, в то время управляющего делами в одном из комитетов Министерства народного просвещения. Ещё в 1802 году она была им высказана в беседе с императором Александром I и получила полное одобрение. В Харькове эта мысль также получила поддержку общества; 30 мая 1802 года в Харькове собралось дворянство для принесения императору благодарности и обсуждения вопроса об университете; Каразин зачитал свой проект устройства будущего университета. По его мысли университет должен был явиться «не школой по немецкому образцу устроенной, а всеобъемлющим училищем», заключающем в себе соединение различных академий (наук, искусств, инженерной, духовной), университета и низших профессиональных школ. Было принято постановление о сборе средств среди дворянства и купечества. Войсковые обыватели уступили под строительство университета более 130 гектаров земли. Приняли участие в пожертвованиях и другие города Харьковской губернии, а также дворянство соседних губерний. В Санкт-Петербурге 24 января 1803 года состоялось Высочайшее соизволение на учреждение в Харькове университета, попечителем которого был назначен граф С. О. Потоцкий. Все хозяйственные распоряжения были поручены В. Н. Каразину и профессору И. Ф. Тимковскому. К началу 1805 года был подобран первый состав преподавателей, приглашённых Потоцким главным образом из-за границы, и 17 (29) января 1805 года состоялось торжественное открытие университета.
Новый университет был организован в соответствии с уставом 1804 года и имел четыре отделения:
- словесных наук
- нравственных и политических наук
- физических и математических наук
- врачебных и медицинских наук (фактически, из-за отсутствия желающих на нём учиться было открыто только в 1811 году)

В университете было предусмотрено 25 кафедр. При открытии университета не хватало половины положенного по уставу числа профессоров: первые 57 студентов университета начали занятия под руководством 25 преподавателей: 9 профессоров, 11 адъюнктов, одного лектора и четырёх преподавателей искусств. В первое десятилетие из 47 преподавателей университета 29 были иностранцами (из них 18 немцев, 4 француза и 7 славян) и только 18 — русского происхождения. Значительная их часть преподавала учебные курсы на немецком языке и латыни. Наиболее выдающимися среди них были Роммель и Шад, а также химик Ф. И. Гизе, анатом Л. О. Ванноти и ветеринар Ф. В. Пильгер. Из профессоров славянского происхождения обращал на себя внимание А. И. Стойкович. Из русских профессоров крупными научными силами были: И. Ф. Тимковский, И. С. Рижский, Т. Ф. Осиповский.
В первые годы существования университета Совету университета приходилось заботиться о привлечении не только профессоров, но и студентов, число которых в то время было крайне скудно. Причина — отсутствие подготовительных учебных заведений. Главные народные училища не давали своим питомцам необходимого для тогдашней университетской науки классического образования. Подготовленных слушателей могли дать университету Харьковский коллегиум и Белгородская семинария, из которых казённокоштными студентами были приняты с разрешения Синода 33 семинариста. Для привлечения дворян попечителю приходилось обращаться к содействию губернаторов. Для купцов и мещан поступление в университет возможно было только после получения увольнительного свидетельства от их обществ, выхлопотать которое было нелегко. Лицам податных сословий поступление в университет было ещё более трудно, да и по одному из разъяснений министра народного просвещения, во время пребывания своего в университете, они считались не студентами, а только вольнослушателями. В 1805 году изъявили желание поступить в университет ещё 41 человек, однако после сдачи экзаменов были приняты только 24 из них. Таким образом всего было принято 57 студентов. Был даже открыт подготовительный класс, который существовал несколько лет; сначала для тех, кто готовился к вступительным экзаменам, а затем и для студентов, только что поступивших в университет.
В 1807 году в университете было 65 студентов, в 1809 — 72, в 1811 — 118. Обычно, заполнены были только вакансии казённокоштных; своекоштных поступало мало, особенно на отделение врачебных наук (медицинский факультет), где первый полноценный выпуск принятых в 1811 году студентов, состоялся только в 1814 году; до этого, в 1808 году был выпущен 1 лекарь, в 1809 — 2 лекаря, в 1812 — 1 лекарь, в 1814 году — 6 кандидатов медицины и 2 лекаря. Чтобы привлечь слушателей на этот факультет, университет должен был давать им разные льготы. Недостаток в студентах заставлял университет относиться очень снисходительно к познаниям лиц, желающих попасть в студенты.
В 1807 году был создан зоологический кабинет университета, первым хранителем которого стал профессор ботаники Ф. А. Делавинь.
В 1815 году из-за изменения политической ситуации большинство иностранных профессоров было вынуждено оставить Харьковский университет. И в следующее двадцатилетие иностранцев было 23 %, а русских — 77 %.
В 1831 году стараниями профессора богословия А. Г. Могилевского был открыт домовый университетский храм, в честь преподобного Антония Великого.
В 1835 году в университете было уже 263 студента, в основном выпускники Харьковской гимназии.
По университетскому уставу 1835 года были организованы три факультета — философский, юридический и медицинский, но философский разделялся на 2 отделения (1-е включало философский, исторические и языковые науки (историко-филологическое); 2-е было физико-математическим — в 1850 году эти отделения стали самостоятельными факультетами).
В течение первых ста лет большую часть выпускников составляли юристы и врачи.
Официальным печатным органом университета с июля 1863 года были «Протоколы заседаний Совета Императорского Харьковского университета», с 1874 года — «Записки Императорского Харьковского университета».
В университете было создано Харьковское историко-филологическое общество, возглавляемое Александром Потебнёй.

## Ректоры Императорского Харьковского университета
- Рижский, Иван Степанович (1805—1806)
- Стойкович, Афанасий Иванович (1807—1808)
- Рижский Иван Степанович (1808—1811)
- Стойкович Афанасий Иванович (1811—1813)
- Осиповский, Тимофей Фёдорович (1813—1820)
- Джунковский, Василий Яковлевич (1821—1826)
- Кронеберг, Иван Яковлевич (1826—1829)
- Дудрович, Андрей Иванович (1829—1830)
- Еллинский, Николай Иванович (1830—1833)
- Кронеберг Иван Яковлевич (1833—1836)
- Комлишинский, Василий Сергеевич (1836—1837)
- Павловский, Андрей Фёдорович (1837—1838)
- Куницын, Алексей Васильевич (1839—1841)
- Гулак-Артемовский, Пётр Петрович (1841—1849)
- Куницын Алексей Васильевич (1849—1850)
- Палюмбецкий, Александр Иванович (1850—1852)
- Куницын Алексей Васильевич (1852—1853)
- Фойгт, Карл Карлович (1853—1858)
- Рославский-Петровский, Александр Петрович (1858—1862)
- Кочетов, Владимир Иоакимович (1862—1872)
- Палюмбецкий Александр Иванович (1872—1873)
- Питра, Адольф Самойлович (1873—1881)
- Цехановецкий, Григорий Матвеевич (1881—1884)
- Щелков, Иван Петрович (1884—1890)
- Алексеенко, Михаил Мартынович (1890—1899)
- Лагермарк, Герман Иванович (1899—1901)
- Куплеваский, Николай Осипович (1901—1905)
- Рейнгард Людвиг Вильгельмович (Васильевич) (1905—1906)
- Багалей, Дмитрий Иванович (1906—1911)
- Нетушил, Иван Вячеславович (1912—1918)

## Рекомендуемая литература
- Петров Ф. А. Формирование системы университетского образования в России. Т.1. Российские университеты и Устав 1804 года. — М., 2002; Т.2. Становление системы университетского образования в первые десятилетия XIX в. — М., 2002; Т.3. Университетская профессура и подготовка Устава 1835 года. — М., 2003; Т.4. Российские университеты и люди 1840-х годов. Ч.1. Профессура. Ч.2. Студенчество. — М., 2003.
- Российские университеты в XVII—XX веках. — Воронеж, 1998 — Вып.3, 1998 — Вып.5, 2000. Вып.5.
- Эймонтова Р. Г. Русские университеты на грани двух эпох. — М., 1985.
- Соловьёв И. М. Русские университеты в их уставах и воспоминаниях современников. — СПб.: Книгоиздательство типо-литографии "Энергия", 1913.
- Багалей Д. И., Сумцов Н. Ф., Бузескул В. П. Краткий очерк истории Харьковского университета за первые сто лет его существования. — Харьков, 1906
- Багалей Д. И. Опыт истории Харьковского университета. В 2-х т. — 1904 (Том 1: 1802—1815; Том 2: 1815—1835)
- Краткий очерк истории Харьковского университета в царствование императора Александра III. — Харьков, 1890
- Сухомлинов М. И. Русские университеты, учрежденные в начале царствования имп. Александра I. — СПб., 1865.
- Фойгт Ист.-стат. зап. об Императорском Харьковском университете и его заведениях до 1859 г. — Харьков, 1859